# Polygala chloroptera
Polygala chloroptera är en jungfrulinsväxtart som beskrevs av Chod.. Polygala chloroptera ingår i släktet jungfrulinssläktet, och familjen jungfrulinsväxter. Inga underarter finns listade i Catalogue of Life.